# Salto Angel Media
Salto Angel Media (SAM) es una empresa dedicada a producir videos musicales que se ha especializado en efectos especiales. Fue fundada por Luis Leal, Jorge F Barboza, Cesar Rodríguez y Victor Márquez en julio de 2001. La empresa fue creada como respuesta a la creciente necesidad de material audiovisual en la industria musical. Sus instalaciones originalmente se encontraban en Maracaibo, Venezuela posteriormente se trasladan a Miami

## Filmografía
- Guaco Histórico (2013)
- La Prueba (2008)

## Videografía
Lista cronológica de vídeos musicales producidos por Barboza:
- "Tu palabra y tu verdad" - Juan Miguel (2011)
- "Cierto" - Nauta (2011)
- "Quiero Decirte" - Guaco (2011)
- "Lo eres todo" - Guaco (2011)
- "Mi corazón" - Santaye (2011)
- "Corazón sin cara" - Prince Royce (2010)
- "Tu, tan solo tu" - Jorge Luis Chacin (2010)
- "Darte Amor" - Enio y José Ignacio (2009)
- "Si no creyera en fantasías" - Tribal (2009)
- "Me Sobran las Palabras" - Binomio de Oro (2009)
- "Que no se enteren" - Silvestre Dangond (2009)
- "Ausente" Polizón (2009)
- Culpable - Simon (2008)
- Te doy mi amor - Bacanos (2008)
- Me Gusta - Sanalejo (2008)
- Cada Mañana – Mario Spinali (2008)
- Amaneciendo - Bacanos (2008)
- Vagabundo de amor – Chino y Nacho (2007)
- Abusadora - Tecupae (2007)
- Mueve Mueve – Mermelada Bunch y el Binomio de Oro (2007)
- Se fue - Bacanos (2007)
- Me Enamore - Tecupae (2007)
- Ven a mi casa esta navidad – Voz Veis (2006)
- Anhelo en la lluvia – Los Pelaos (2006)
- Vengo a contar contigo – Roque Valero (2005)
- Acurrucame la vida – a.5 (2005)
- Pedacito de tu querer – Voz Veis (2005)
- Mentirosa - Tecupae (2005)
- Que voy a hacer sin ti – Victor Muñoz (2004)
- Llorare por ti – Willy Rizo (2003)
- Si tu te vas – Willy Rizo (2003)
- Me libere – Mermelada Bunch (2003)
- Aunque sea poco – Voz Veis (2003)
- Si yo no te tengo a ti - Samuel (2002)

## Premios

### Premios Grammy
| Año  | Categoría                                      | Video                      | Resultado |
| ---- | ---------------------------------------------- | -------------------------- | --------- |
| 2007 | Latin Grammy Mejor video musical Versión Corta | Ven a mi casa esta Navidad | Ganador   |

### Premios Juventud
| Año  | Categoría                                          | Video            | Resultado |
| ---- | -------------------------------------------------- | ---------------- | --------- |
| 2011 | Premios Juventud - Mejor video de Elección Popular | Corazón sin cara | Ganador   |